# Kościół św. Walentego w Brodnicy
Kościół św. Walentego – kościół, który znajdował się w Brodnicy w pobliżu jeziora Niskie Brodno. Zburzony w 1655 roku.

## Historia
Data powstania jest nieznana. 
Była to jednonawowa drewniana świątynia katolicka, kryta dachówką. W czasie wojny trzynastoletniej została zniszczona, potem odbudowana.
Po 1520 roku objęty został przez protestantów.
W 1601 roku kościół oddano katolikom. W tym samym roku został zniszczony, a rok później odbudowany. Zburzono go w 1629 roku, następnie odbudowano. Po kolejnym zburzeniu przez wojska szwedzkie w 1655 r. nie został już odbudowany.